# کارل باکه
کارل فریدریش آگوست باکه (به آلمانی: Karl Friedrich August Baacke) (۱۵ مه ۱۹۰۷ – ۱ مه ۱۹۴۴) نظامی آلمانی در دوره رایش سوم بود که در جریان جنگ جهانی دوم در نیروی زمینی خدمت کرد.

## دوران خدمت
کارل باکه سال ۱۹۲۴ به رایشسور پیوست و در گردان ۷ هنگ ۱۶ پیاده‌نظام آن قرار گرفت. از سال ۱۹۳۶ با درجه ستوان دومی دسته مخابرات هنگ ۳۷ پیاده‌نظام را فرماندهی کرد. ماه آوریل سال ۱۹۳۷ فرمانده گردان ۶ هنگ ۳۷ پیاده‌نظام از لشکر ششم پیاده‌نظام شد و به درجه سروانی ترفیع گرفت. چند ماه بعد عنوان یگان او به گردان ۲ هنگ ۱۲۴ پیاده‌نظام تغییر کرد و به بخشی از لشکر هفتادودوم پیاده‌نظام بدل گشت. باکه ماه‌های ژوئن و ژوئیه سال ۱۹۳۹ مشغول تحصیل در دانشکده جنگ درسدن بود. پس از آغاز جنگ جهانی دوم، ماه ژوئن سال ۱۹۴۰ فرمانده گردان ۱ و ماه اکتبر همان سال فرمانده گردان ۳ هنگ ۱۲۴ پیاده‌نظام شد و در کارزار بالکان مشارکت نمود. در جریان نبرد یونان، در یک رزم سخت شبانه روستای مولوس را تصرف و ضمن به غنیمت گرفتن ده‌ها توپ دشمن، راه را برای لشکر ششم کوهستان به سمت آتن باز کرد. بدین جهت نشان عالی صلیب شوالیه صلیب آهنین روز ۳۰ ژوئن سال ۱۹۴۱ به او اعطا گردید. ماه سپتامبر سال ۱۹۴۲ با درجه سرگردی به فرماندهی هنگ ۲۶۶ گرندیر در جبهه شرقی منصوب گشت. اندکی بعد مجروح شد و اوایل سال ۱۹۴۳ مدتی جزو افسران ذخیره گروه ارتش مرکز بود. ماه فوریه مجدداً فرمانده هنگ ۲۶۶ پیاده‌نظام شد. این یگان را در نبردهای نواحی اریول، گومل و جنوب شرقی کی‌یف هدایت کرد. باکه طبق روش معمول فرماندهان میدانی آلمانی، امر فرماندهی را شخصاً از خط مقدم صورت می‌داد. از ماه آوریل، با حفظ سمت، فرماندهی پایگاه هوایی چرکاسی را نیز بر عهده داشت. به جهت عملکردش روز ۱۰ دسامبر سال ۱۹۴۳ برگ‌های بلوط به نشان صلیب شوالیه او افزوده شد. پس از مدتی مرخصی تا ماه ژانویه سال ۱۹۴۴، هنگام بازگشت با نیروهای خود مأمور به مشارکت در شکستن محاصره نیروهای آلمانی در ناحیه کورسون–چرکاسی شد. با وجود حصول موفقیت در چرکاسی، هنگ او خود در ناحیه اورینین به محاصره دشمن افتاد. ماه آوریل در حال تلاش برای خروج از محاصره بود. سرهنگ دوم کارل باکه در نهایت روز ۱ مه سال ۱۹۴۴ مفقودالاثر و مدتی بعد کشته در نبرد اعلام شد.

## نشان‌ها
ترفیع درجات:
- ۱ ژوئن ۱۹۲۸: سرباز یکم
- ۱ ژوئن ۱۹۲۹: سرجوخه
- ۱ ژوئن ۱۹۳۱: گروهبان دوم
- ۱ نوامبر ۱۹۳۱: گروهبان یکم
- ۱ ژوئیه ۱۹۳۴: ستوان دوم
- ۲۰ ژانویه ۱۹۳۵: ستوان یکم
- ۲۰ آوریل ۱۹۳۷: سروان
- ۲۵ سپتامبر ۱۹۴۱: سرگرد
- ۳۰ آوریل ۱۹۴۳: سرهنگ دوم

- گیره ۱۹۳۹ صلیب آهنین:
  - درجه ۲: ۱۴ ژوئن ۱۹۴۰
  - درجه ۱: ۲۱ ژوئن ۱۹۴۰
- نشان نقره‌ای یورش پیاده‌نظام: ۱۸ ژوئیه ۱۹۴۰
- صلیب شوالیه صلیب آهنین: سیصدوبیست‌وهفتمین فرد - سروان - فرماندهی گردان ۳ هنگ ۱۲۴ پیاده‌نظام: ۳۰ ژوئن ۱۹۴۱
  - برگ‌های بلوط: سیصدوپنجاه‌ودومین فرد - سرهنگ دوم - فرماندهی هنگ ۲۶۶ گرندیر: ۱۰ دسامبر ۱۹۴۳
- نشان زخم به رنگ سیاه (جراحت در ۱۰ ژوئن ۱۹۴۲)
- تقدیرنامه از فرمانده کل نیروی زمینی: هزار و نودمین فرد: ۱۵ ژوئیه ۱۹۴۲
- نشان نبرد زمستان ۱۹۴۱/۱۹۴۲ در جبهه شرقی: ۲ اوت ۱۹۴۲
- سپر کریمه: ۲۳ اوت ۱۹۴۲
- صلیب آلمانی طلایی: ۲۸ فوریه ۱۹۴۳
- نشان نظامی استفان چهارم: درجه ۱ (بلغارستان)
- دو مرتبه نام برده شدن در اعلامیه مطبوعاتی ورماخت‌بریشت که گونه‌ای جایزه نظامی به حساب می‌آمد:
  - ۲۷ آوریل ۱۹۴۱–۲۱ ژوئن ۱۹۴۲